# Roststrupig sånghöna
Roststrupig sånghöna (Arborophila rufogularis) är en asiatisk fågel i familjen fasanfåglar inom ordningen hönsfåglar. Den förekommer i södra och sydöstra Asien från norra Indien till Vietnam. Arten minskar i antal, men beståndet anses ändå vara livskraftigt.

## Utseende och läte
Roststrupig sånghöna är en 27 cm lång hönsfågel med rostorange strupe. I ansiktet syns ett gråvitt ögonbrynsstreck och ett diffust vitt mustaschstreck. Manteln är obandat grå, liksom bröstet. Lätet är en tvåstavig vissling, "wheea-whu", som successivt stiger i tonhöjd när det upprepas konstant.

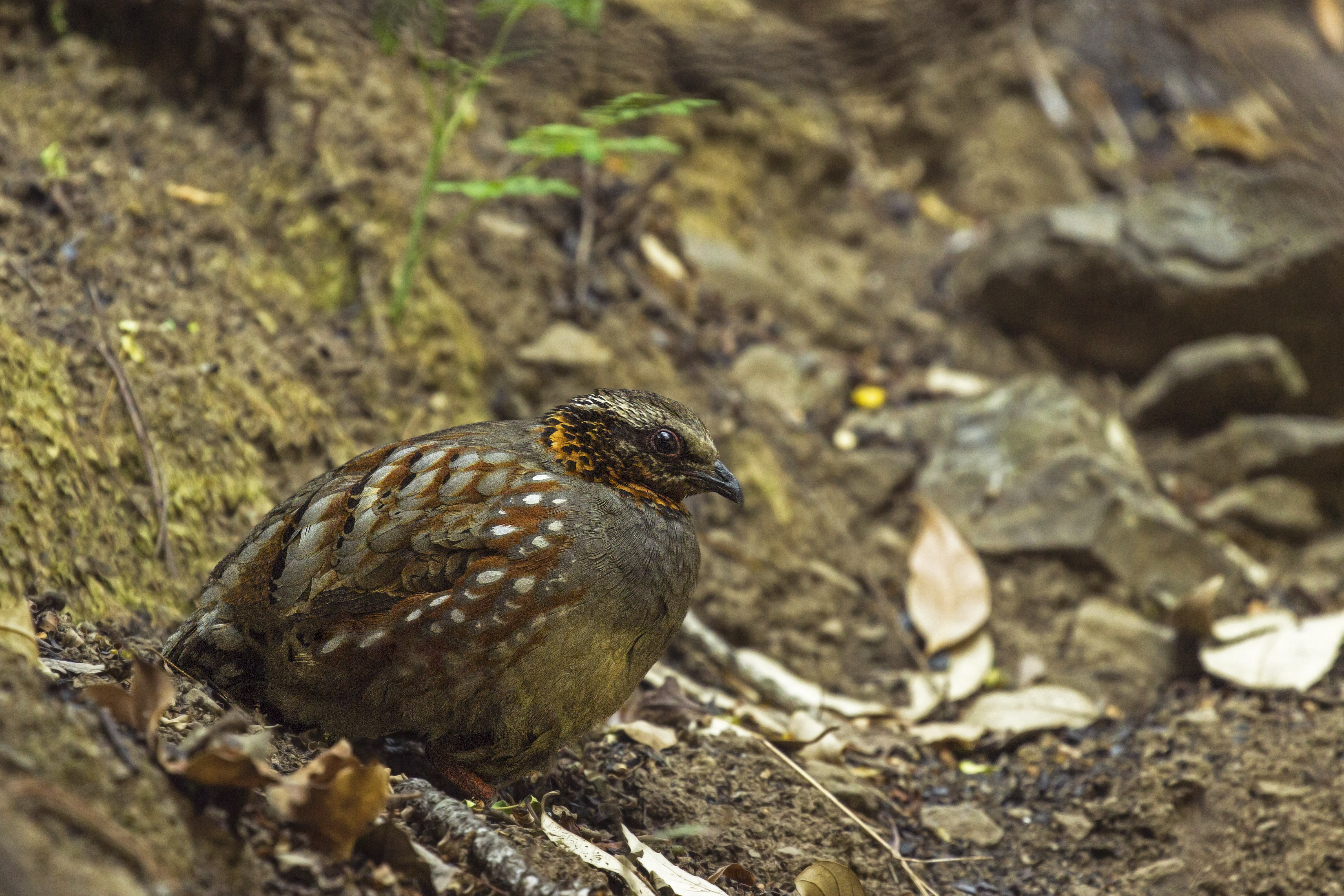
En roststrupig sånghöna vilar i en buske under en varm dag.

## Utbredning och systematik
Roststrupig sånghöna delas in i sex underarter med följande utbredning:
- Arborophila rufogularis rufogularis – norra Indien (Uttar Pradesh till Assam) och Nepal
- Arborophila rufogularis intermedia – nordöstra Indien till Myanmar och nordvästligaste Yunnan
- Arborophila rufogularis tickelli – östra Burma till Thailand och sydvästra Laos
- Arborophila rufogularis euroa – södra Kina (sydöstra Yunnan) till norra Laos
- Arborophila rufogularis guttata – centrala Vietnam och norra Laos
- Arborophila rufogularis vietnamenis – södra Vietnam (Da Lat Plateau)

## Levnadssätt
Roststrupig sånghöna återfinns i städsegrön skog med tät undervegetation som exempelvis rhododendron, på 600 till 3000 meters höjd. Den påträffas ofta i grupper om fem till tio individer och springer hellre undan än tar till vingarna när den skräms. Födan består av frön, bär, vegetabilier och ryggradslösa djur. Fågeln häckar mellan april och augusti, huvudsakligen maj-juni men möjligen februari-maj i Kina.

## Status och hot
Arten har ett stort utbredningsområde och en stor population, men tros minska i antal till följd av habitatförstörelse och jakt, dock inte tillräckligt kraftigt för att den ska betraktas som hotad. Internationella naturvårdsunionen IUCN kategoriserar därför arten som livskraftig (LC). Världspopulationen har inte uppskattats men den beskrivs som sparsam på många platser.

## Namn
Fågelns vetenskapliga artnamn rufogularis betyder "rödstrupig", av latinets rufus ("röd") och gula ("strupe").